# Matryca logiczna języka zdaniowego
Matryca logiczna dla języka zdaniowego {\displaystyle {\mathcal {L}}} sygnatury {\displaystyle \varsigma } – para {\displaystyle {\mathcal {M}}=\langle {\mathcal {A}},D\rangle ,} gdzie {\displaystyle {\mathcal {A}}} jest algebrą sygnatury {\displaystyle \varsigma ,} zaś {\displaystyle D\subseteq |{\mathcal {A}}|.} Algebrę {\displaystyle {\mathcal {A}}} nazywamy algebrą matrycy {\displaystyle {\mathcal {M}},} wyróżniony zbiór {\displaystyle D} zaś, zbiorem jej prawd. Często dla danej matrycy {\displaystyle {\mathcal {M}},} jej algebrę oznaczamy tym samym symbolem {\displaystyle {\mathcal {M}},} a zbiór jej prawd symbolem {\displaystyle {\mathcal {M}}^{\star }.}
Formuła {\displaystyle \delta } języka {\displaystyle {\mathcal {L}}} jest prawdziwa w {\displaystyle {\mathcal {M}},} jeśli {\displaystyle h(\delta )\in {\mathcal {M}}^{\star }} dla dowolnego homomorfizmu {\displaystyle h} algebry języka {\displaystyle {\mathcal {L}}}
w algebrę matrycy {\displaystyle {\mathcal {M}}.}
Zbiór formuł prawdziwych w {\displaystyle {\mathcal {M}}} oznacza się symbolem {\displaystyle E({\mathcal {M}})} i nazywa zawartością matrycy {\displaystyle {\mathcal {M}}.} Zbiór formuł {\displaystyle X} jest prawdziwy w {\displaystyle {\mathcal {M}},} jeśli {\displaystyle X\subseteq E({\mathcal {M}}).}
Zbiór formuł {\displaystyle X} języka {\displaystyle {\mathcal {L}}} jest spełnialny w {\displaystyle {\mathcal {M}},} jeśli {\displaystyle h\;{\grave {}}\,{\grave {}}X\subseteq {\mathcal {M}}^{\star }} dla pewnego homomorfizmu {\displaystyle h} algebry języka {\displaystyle {\mathcal {L}}} w algebrę matrycy {\displaystyle {\mathcal {M}}.}
Operatorem konsekwencji matrycy {\displaystyle {\mathcal {M}}} nazywamy funkcję {\displaystyle {\overrightarrow {\mathcal {M}}}\colon \wp {\Big (}\mathbf {Frm} _{\mathcal {L}}{\Big )}\to \mathbf {Frm} _{\mathcal {L}}} daną wzorem:
{\displaystyle {\overrightarrow {\mathcal {M}}}(X)=\{\delta :\bigwedge _{v:\mathbf {P} \to |{\mathcal {M}}|}{\big (}{\widehat {v}}\;{\grave {}}\,{\grave {}}X\subseteq {\mathcal {M}}^{\star }\;\Rightarrow \;{\widehat {v}}(\delta )\in {\mathcal {M}}^{\star }{\big )}\}.}
Matryca {\displaystyle {\mathcal {M}}} jest adekwatna dla rachunku zdaniowego {\displaystyle {\mathfrak {R}},} jeśli {\displaystyle E({\mathcal {M}})=\mathbf {Cn} _{\mathfrak {R}}(\emptyset ).}
Matrycą Lindenbauma dla rachunku zdaniowego {\displaystyle {\mathfrak {R}}} jest matryca {\displaystyle {\mathfrak {L}}_{\mathfrak {R}}=\langle {\mathfrak {A}}_{\mathcal {L}},\mathbf {Cn} _{\mathfrak {R}}(\emptyset )\rangle .} Jeśli {\displaystyle {\mathfrak {R}}} jest inwariantny, to matryca ta jest adekwatna dla tego rachunku.
Matryca ta jest dla rachunku {\displaystyle {\mathfrak {R}}} silnie adekwanta, jeśli {\displaystyle {\overrightarrow {\mathcal {M}}}=\mathbf {Cn} _{\mathfrak {R}}.}
W przypadku wybranych algebr, takich jak np. algebry Boole’a, Heytinga, Łukasiewicza i in., przenosimy pojęcia prawdziwości/spełnialności formuły/zbioru formuł na grunt tychże, mając na myśli odpowiedniki tych pojęć w matrycy, której algebrą jest dana algebra, a zbiorem wyróżnionym jest jednoelementowy zbiór zawierający element największy tej algebry.
Np. algebrze Heytinga {\displaystyle {\mathcal {H}}} odpowiada matryca {\displaystyle \langle {\mathcal {H}},\{\top \}\rangle ,} a algebrze Łukasiewicza
{\displaystyle {\mathcal {L}}_{n}\!\!\!\!\!\!\!\!-} matryca {\displaystyle \langle {{\mathcal {L}}_{n}\!\!\!\!\!\!\!\!-}\;\;,\{1\}\rangle .}